# Ridgeland (Misisipi)
Ridgeland es una ciudad del Condado de Madison, Misisipi, Estados Unidos. Según el censo de 2000 tenía una población de 20.173 habitantes y una densidad de población de 489.2 hab/km².

## Demografía
Según el censo de 2000, había 20.173 personas, 9.267 hogares y 5.022 familias residiendo en la localidad. La densidad de población era de 489,2 hab./km². Había 9.930 viviendas con una densidad media de 240,8 viviendas/km². El 77,05% de los habitantes eran blancos, el 18,44% afroamericanos, el 0,15% amerindios, el 2,95% asiáticos, el 0,04% isleños del Pacífico, el 0,55% de otras razas y el 0,82% pertenecía a dos o más razas. El 1,55% de la población eran hispanos o latinos de cualquier raza.
Según el censo, de los 9.267 hogares en el 28,8% había menores de 18 años, el 40,7% pertenecía a parejas casadas, el 10,4% tenía a una mujer como cabeza de familia y el 45,8% no eran familias. El 38,6% de los hogares estaba compuesto por un único individuo y el 6,5% pertenecía a alguien mayor de 65 años viviendo solo. El tamaño promedio de los hogares era de 2,15 personas y el de las familias de 2,90.
La población estaba distribuida en un 23,4% de habitantes menores de 18 años, un 10,2% entre 18 y 24 años, un 40,3% de 25 a 44, un 17,8% de 45 a 64 y un 8,2% de 65 años o mayores. La media de edad era 32 años. Por cada 100 mujeres había 89,9 hombres. Por cada 100 mujeres de 18 años o más, había 86,7 hombres.
Los ingresos medios por hogar en la localidad eran de 43.066 dólares ($) y los ingresos medios por familia eran 59.249 $. Los hombres tenían unos ingresos medios de 40.632 $ frente a los 29.634 $ para las mujeres. La renta per cápita para la ciudad era de 28.704 $. El 7,4% de la población y el 5,5% de las familias estaban por debajo del umbral de pobreza. El 9,2% de los menores de 18 años y el 5,6% de los habitantes de 65 años o más vivían por debajo del umbral de pobreza.

## Geografía
Según la Oficina del Censo de los Estados Unidos, Ridgeland tiene un área total de 17,7 km² de los cuales 15,7 km² corresponden a tierra firme y 1,8 km² a agua. El porcentaje total de superficie con agua es 0.0.